# Хром
Хром (Cr, лат. chromium) хемијски је елемент, метал. Електронска конфигурација његовог атома одређује његову припадност  групи. Поседује 13 изотопа чије се атомске масе налазе између 45—57. Изотопи 50, 52, 53 и 54 су постојани.
Луј Никола Воклен (Louis Nicolas Vauquelin) открио је хром 1797. године.

## Заступљеност
Хром је заступљен у земљиној кори у количини од око 102 ppm (енг. parts per million), углавном у облику минерала хромита. Намирнице најбогатије хромом су пекарски квасац, кукуруз, кувана јунетина, јабука, црни хлеб, овсене пахуље.
Међународна минералошка организација (IMA) категорисала је хром као минерал (систематика по Струнзу: 1.AE.05 односно по старијој ознаци I/A.06-10), међутим у природи се он врло ретко јавља као самородан. До данас је познато само 10 места где се може пронаћи самородни хром. Због тога се највећи део хрома може наћи искључиво у облику једињења као део минерала хромита (жељезно-хромова руда)  у којем се удео хрома креће око 46% у површинским коповима, те нешто мање у јамским коповима. Осим њега, постоје и минерали који садрже много више хрома, попут ферохромида (око 87% хрома) и грималдита (око 61% хрома), али се ти минерали јављају много ређе и у мањим количинама у односу на хромит. По подацима из 2010, била су позната 103 минерала која садрже хром.
По подацима из 2003, Јужноафричка Република производила је око 50% укупне светске производње хрома. Осим ње, значајни произвођачи хрома јесу Казахстан (15,2%), Индија (12,1%), Зимбабве (3,7%) и Финска (3%). По подацима ICDA из 2006, Јужноафричка Република произвела је 36% светске производње хрома, Индија 19%, Казахстан 17%, а Бразил, Зимбабве, Турска и Финска заједно 13%. Током Другог светског рата Турска је била најважнији извозник хрома за нацистичку Немачку.
Године 2000. у свету је ископано око 15 милиона тона руде хромита намењеног тржишту. Од те количине добијено је око 4 милиона тона ферохрома, чија је тржишна вредност процењена на око 2,5 милијарди америчких долара. Метални хром врло се ретко може наћи на налазиштима. У руднику Удачна у Русији пронађена је рудна жила кимберлита, који садржи, између осталог, дијаманте. У његовој редуцираној матрици стварају се дијаманти и заостаје метални хром.

## Добијање
Ископана руда хрома се најприје ослободи грубих нечистоћа, земље и камења. У другом кораку следи процес оксидирања при температури од око 1200  °C до хромата:
{\displaystyle \mathrm {4\ FeCr_{2}O_{4}+8\ Na_{2}CO_{3}+7\ O_{2}\longrightarrow } }  {\displaystyle \mathrm {8\ Na_{2}CrO_{4}+2\ Fe_{2}O_{3}+8\ CO_{2}\ } }
Натријум хромат се екстрахује помоћу вреле воде, те се са сумпорном киселином преводи у дихромат:
{\displaystyle \mathrm {2\ Na_{2}CrO_{4}+H_{2}SO_{4}\longrightarrow } }  {\displaystyle \mathrm {Na_{2}Cr_{2}O_{7}+Na_{2}SO_{4}+H_{2}O\ } }
Натријум дихромат се кристализује при хлађењу из раствора као дихидрат. Накнадном редукцијом са угљем добија се хром() оксид:
{\displaystyle \mathrm {Na_{2}Cr_{2}O_{7}\cdot 2\ H_{2}O+2\ C\longrightarrow } }  {\displaystyle \mathrm {Cr_{2}O_{3}+Na_{2}CO_{3}+2\ H_{2}O+CO\ } }
На крају процеса следи алуминотермијска редукција хром(III) оксида до металног хрома:
{\displaystyle \mathrm {Cr_{2}O_{3}+2\ Al\longrightarrow Al_{2}O_{3}+2\ Cr\ } }
Хром се не може добити из оксидисане руде редукцијом са угљем јер таквом реакцијом настаје хром карбид. Чисти хром због тога се добија електролитичким издвајањем јона Cr3+ из раствора сумпорне киселине. Одговарајући раствори добијају се растварањем хром(III)-оксида или ферохрома у сумпорној киселини. Ферохром као полазни материјал у производњи хрома се добија уз претходно одстрањивање жељеза. Хром високе чистоће може се добити даљњим корацима чишћења у тзв. Ван Аркел де Боеровом процесу. Ферохром се добија редукцијом хромита у лучној пећи на температури од око 2800°C.
{\displaystyle \mathrm {FeCr_{2}O_{4}+4\ C\longrightarrow Fe+2\ Cr+4\ CO} }

## Особине
Метални хром је сјајнобео метал веома отпоран на корозију, те у присуству ваздуха не тамни. Користи се као спољашњи слој који покрива челичне елементе, поправљајући њихов изглед и штитећи их од корозије. Хром је састојак нерђајућих челика. У елементарном је стању мек, лако се обликује и кује. Он је антиферомагнетичан с Ниловом температуром од 311 K.
Хром је најмање растворан од свих метала. Иако има негативни стандардни редокс-потенцијал на површини хрома ствара се пасивно стање, те се не раствара у азотној киселини, ни у царској води, док се у разблаженој хладној хлороводоничној и сумпорној киселини раствара, а растварање у врућим киселинама престаје. При растварању у хлороводичној и сумпорној киселини из њих истискује водоник након што се с његове површине раствори заштитни слој. Најчешћа оксидацијска стања хрома јесу +2, +3 и +6, међу којима је +3 најстабилније.
Cr(II) је нестабилан са конфигурацијом d4. Код ове конфигурације јавља се Јан—Телеров ефекат. Из тог разлога комплекси са Cr(II) често су координирани квадратно или разбијено октаедарски. Раствори 2+ јона стабилни су само кад се добијају из најчистијег хрома добијеног путем електролизе. Једињења Cr(II) снажна су редукцијска средства.
3+ најстабилнији је облик хрома. То се објашњава путем теорије кристалног поља, по којој су при d3 конфигурацији све  орбитале запоседнуте само једним неупареним електроном. Оваква конфигурација енергетски је посебно повољна и због тога и стабилна.
Cr(VI) као хромат (42−), односно дихромат користи се као снажно оксидационо средство. Међутим, Cr(VI) изузетно је отрован и канцероген. У воденим растворима између оба јона постоји хемијска равнотежа, али она зависи од  вредности. Ако се разблажени раствор жутог хрома закисели, добијају се додатни јони H+, те се, по Ле Шатељеовом принципу, равнотежа помера на страну дихромата, а раствор добије наранџасту боју.
{\displaystyle \mathrm {2\ CrO_{4}^{2-}+2\ H^{+}\rightleftharpoons Cr_{2}O_{7}^{2-}+H_{2}O} }

### Изотопи
Хром који се налази у природи састављен је из три стабилна изотопа: 52, 53 и 54, међу којима је 52Cr највише заступљен (83,789% од природног хрома). Осим њих, откривено је укупно 19 радиоактивних изотопа, међу којима је најстабилнији изотоп 50 с временом полураспада од више од 1,8 × 1017 година, те изотоп 51 с временом полураспада од 27,7 дана. Сви остали радиоизотопи имају времена полураспада краћа од 24 сата, а већина њих краћа и од 1 минуте. Хром има и 2 нуклеарна изомера.
Изотоп 53Cr је радиогенски производ распада изотопа 53. Изотопски садржај хрома обично се комбинује с изотопским садржајем мангана, а нашли су примену у изотопској геологији. Односи изотопа мангана и хрома у корелацији су с изотопима 26 и 107 те пружају доказе о раној историји Сунчевог система. Варијације у односима изотопа 53/52Cr и Mn/Cr добијених из узорака неколико метеорита дају одређене претпоставке о почетном односу 53/55Mn, те сугерирају да Mn-Cr састав изотопа мора да резултира из ин-ситу распада изотопа 53Mn на диференцираним планетарним телима. На тај начин изотоп 53Cr даје додатне доказе за процесе нуклеосинтезе непосредно пре коалесценције Сунчевог система.

## Једињења
Најважнија руда хрома је хромит  познато као хромит. Ово једињење се користи као активан слој на магнетним тракама. Редукцијом хромита коксом настаје ферохром (Fe + 2Cr) који се у металургији користи за добијање других легура које садрже хром.
Раствори соли Cr(III) и Cr(VI) поседују веома интензивне боје (зелену и наранџасту) што се користи у фотохемији. Мешавина  са сумпорном киселином се користи за прање лабораторијских стакала. Оксид хрома(III) се користи као за бојење. Соли хрома(VI) су отровне и изазивају рак.

## Биолошки значај
Хром је састојак многих ензима и спада у микроелементе неопходне за живот. Олакшава прелазак глукозе из крви у ћелије. Смањује потребе за инсулином. Смањује ризик од инфаркта пошто спушта ниво холестерола у крви.
Његова дневна употреба би требало да износи минимум 1 милиграм дневно. Недостатак хрома може да изазове развој шећера код одраслих особа и болести транспортног система.

## Историја
Соли хрома користиле су се још у за време цара Ћин Ши Хуанга у древној Кини да би се побољшао квалитет и постојаност бронзаних мачева. Године 1761. немачки геолог Јохан Готлоб Леман открио је наранџасто-црвени минерал на Уралу који се састојао из олово-хромата (PbCrO4), а назвао га је црвена оловна руда. Будући да га је идентификовао као једињење олова, жељеза и селена, хром је остао неоткривен. Петер Симон Палас приметио је 1770. у истом подручју црвени оловни минерал, који је због његове црвене боје назвао крокоит (грч. κρόκος /krókos/ - шафран). Врло брзо порасла је употреба црвене оловне руде као пигмента. Сјајна жута боја, која се добијала из крокоита, хром-жута, касније је постала боја и симбол поштанске службе у готово целој Европи (поштанска жута).
Године 1797. Луј Никола Воклен добио је хром() оксид  из крокоита и хлороводоничне киселине. Годину касније издвојио је елементарни хром, деломично чист, редукцијом из хром(III)-оксида и дрвеног угља. Овај новоизолирани елемент добио је име хром (изведено из грчког χρῶμα chrṓma - боја), због разноликости боја његових соли у различитим оксидационим стањима. Трагове новог елемента Воклен је успео да докаже чак и у драгом камењу, попут рубина и смарагда.
У 19. веку једињења хрома претежно су кориштена као пигменти боја и за минерално штављење. Крајем 20. века хром и једињења хрома готово су у потпуности кориштени за прављење легура отпорних на корозију и високу температуру (хромирање и хромов челик).